# Джуміті (Хабумі)
Джуміті (груз. ჯუმითი) — село в Грузії.
За даними перепису населення 2014 року в селі проживає 411 осіб.